# Carino (Obrovazzo)
Carino (in croato Gornji Karin) è una frazione della città di Obrovazzo, in Croazia.

## Storia
Fondata dal popolo dei Liburni, corrisponde all'antica colonia romana di Corinum, eretta a Municipium nel II secolo d.c. e distrutta dalle invasioni barbariche nel 476 d.c. Ancora oggi conserva resti dell'antica città romana. Nell'area, inoltre, sono state ritrovate numerose iscrizioni e lapidi ricollegabili a quell'epoca.

## Toponomastica

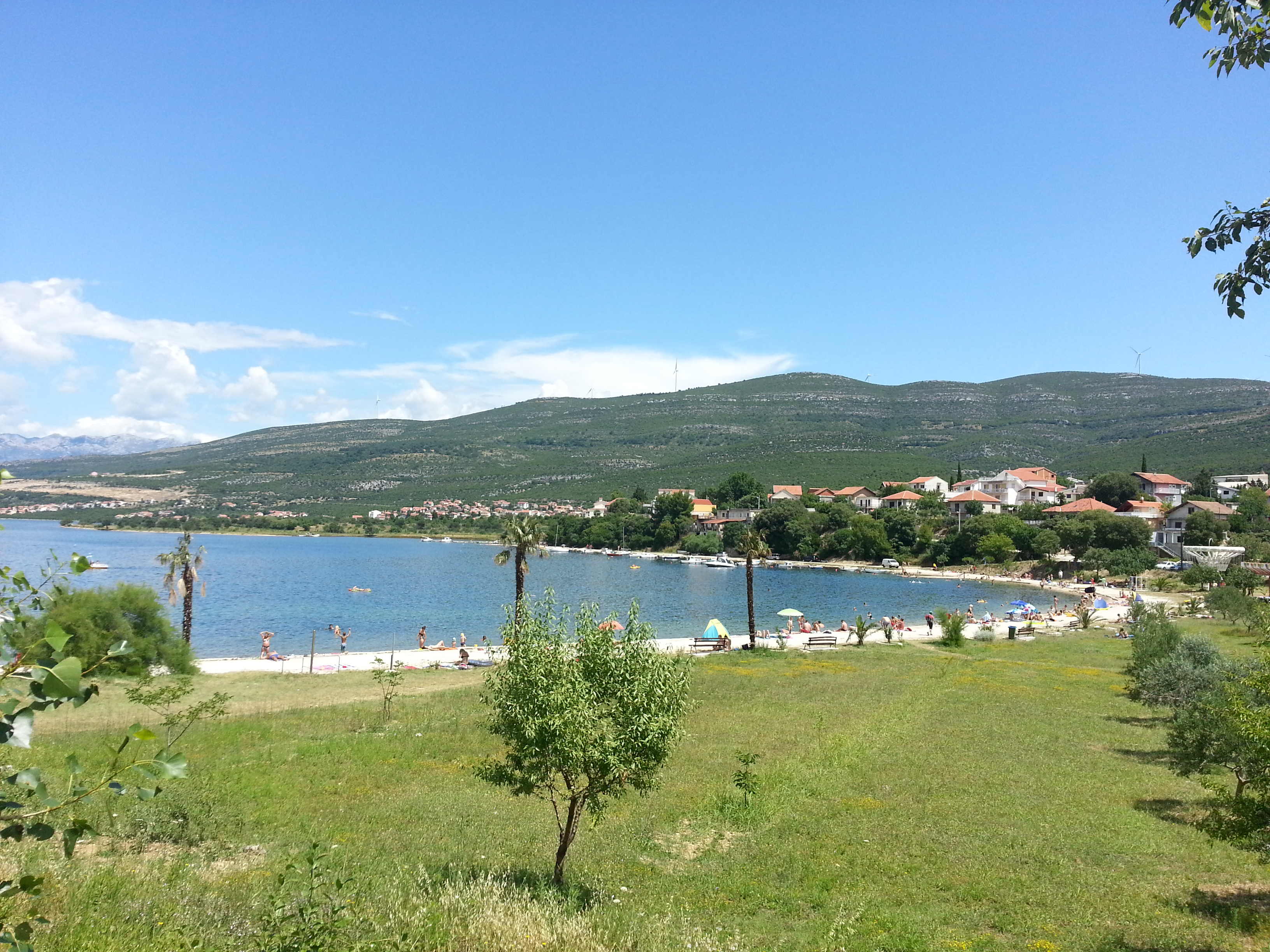
Spiaggia Gornji Karin

Dall'abitato prendono il nome il canale di Carino (Karinsko ždrilo) e il mare di Carino (Karinsko more).